# Моряковский Затон
Моряко́вский Зато́н (разг. Моряко́вка) — село в Томском районе Томской области, административный центр Моряковского сельского поселения. Основано в 1916 году. Село находится на левом берегу старицы реки Томи — Малой Сенной Курьи, в 44 км ниже Томска.

## Улицы
Улицы: Большая Заложная, Братьев Габидулиных, Братьев Гребневых, Верхне-Набережная, Гагарина, Горького, Ефимовых, Жданова, Калинина, Ключевская, Куйбышева, Льва Толстого, Ленина, Лермонтова, Малая Заложная, Мичурина, Морозова, Некрасова, Овражная, Октябрьская, Панфилова, Парковская, Победоносцева, Пушкина, Советская, 1-я Татарская, 2-я Татарская, Трудовая, Тургенева, Урицкого, Фрунзе, Чехова.

Переулки: 1905 года, Библиотечный, Больничный, Ветеринарный, Иштанский, Кооперативный, Куйбышева, Мичурина, Мичуринский, 1-й Парковский, 2-й Парковский, 3-й Парковский, Ремесленный, Садовый, Сосновый, Спортивный.

## Население
| 1959  | 1970  | 1979  | 1989  | 2002  | 2008  | 2009  |
| ----- | ----- | ----- | ----- | ----- | ----- | ----- |
| 6248  | ↘5934 | ↘5477 | ↘5234 | ↘4731 | ↗4770 | ↘4762 |
| 2010  | 2011  | 2012  | 2013  | 2014  | 2015  | 2021  |
| ↗5156 | ↗5170 | ↗5208 | ↗5241 | ↘5220 | ↘5175 | ↘4480 |

## История
История возникновения поселений на берегах реки Малая Сенная Курья связана с Большим Нарымским трактом, соединявшим, в своё время, города Томск и Нарым зимой.
Первые упоминания о поселениях русских колонистов относятся к началу XVIII века: в 1726 году была основана деревня Тигильдеево.
В начале XIX века на левобережье Малой Сенной Курьи было обнаружено месторождение кварцевого песка, пригодного для изготовления стеклянных изделий и около 1840 года купцом Королёвым в районе нынешней Моряковки был построен стеклоделательный завод.
До 1900 года деревня Сенная Курья была местом случайных зимовок речных судов, укрывающихся здесь от весеннего ледохода. Начало постоянным зимовкам положил пароход «Моряк» судовладельца Плотникова, шедший с грузом леса в Томск и застигнутый ледоставом в районе Иштанской протоки. Было принято решение зазимовать в этом месте. О вынужденной зимовке команда сообщила судовладельцу Плотникову, подробно описав своё местонахождение. Летом 1901 года на мысу между Сенной и Малой Курьёй были построены барак и кузница. Зимой 1901—1902 здесь уже зимовали пароходы «Моряк» с тремя баржами, «Желанный» и паровой катер «Услуга».
С годами количество зимующего флота росло, возникла необходимость перенести зимовку на новое место и построить судоремонтные мастерские. 27 сентября 1916 года, в ответ на обращение судовладельцев М. Д. Плотникова и И. Т. Корнилова, городская Управа уведомила о том, что препятствий для строительства затона нет.
Весной 1917 года на место зимовки судов завезли 6 разобранных домов и 2 барака, которые поставили на берегу Сенной Курьи. Возникший посёлок получил наименование Сенная Курья и административно стал относиться к Нелюбинской волости Томского уезда Томской губернии.
В 1930-е годы посёлок получил наименование Моряковский Затон.
Указом Президиума Верховного Совета РСФСР от 13 августа 1944 года была образована Томская область, куда и вошёл посёлок Моряковский Затон.
С 1940 до 1991 гг. Моряковский Затон являлся  посёлком городского типа (рабочим посёлком).

## Местное самоуправление
В советское время власть в посёлке осуществлял Моряковский поселковый Совет народных депутатов трудящихся.
В соответствии с Указом Президента РСФСР от 20 октября 1991 года № 138, исполнительные комитеты всех уровней были ликвидированы и созданы администрации. С декабря 1991 по 1993 года действовал Моряковский сельский Совет народных депутатов и сельская администрация.
В 1993 году Моряковский сельский Совет ликвидирован, его функции переданы Моряковской сельской администрации.
В 1994 году на основании Постановления Главы администрации Томского района № 197 от 05.10.1994 к территории Моряковской сельской администрации была присоединена территория бывшей Поздняковской администрации в составе села Поздняково и села Половинка, до этого входивших в состав Шегарского района.
18 июня 1997 Моряковская сельская администрация была ликвидирована, и создан Моряковский сельский округ.
Законом Томской области № 241-ОЗ от 12 ноября 2004 образовано Моряковское сельское поселение.

## Предприятия и организации
- Моряковская СОШ
- Моряковская школа-интернат для детей-сирот
- Моряковский сельский дом культуры
- Моряковская библиотека им. М. Л. Халфиной
- Литературный музей М. Л. Халфиной
- Музей истории речного флота
- Петропавловская церковь
- Ремонтно-эксплуатационная база речного флота

В 2007 году поселение Моряковский Затон выиграло грант на создание бизнес-инкубатора на своей территории.
1 апреля 2008 года закончена процедура банкротства Моряковского стекольного завода, простоявшего под замком 7 лет. Стекольный завод в Моряковке был открыт в 1924. В 1999 году он закрылся. Через год была начата реконструкция, в которую собственники предприятия вложили более 90 млн руб. На тот момент[когда?]

 для запуска завода не хватало около 50 млн руб., которые собственник собирался изыскивать совместно с администрацией Моряковского сельского поселения.

## Достопримечательности
- 25 сентября 2010 года в центре села был открыт памятник Владимиру Высоцкому работы томского скульптора Всеволода Майорова[17].
- Литературный музей писательницы М. Л. Халфиной.
- Музей истории Томского речного флота.
- Покровская церковь.
- 13 августа 2016 в селе была установлена художественная композиция «Корабль» в качестве подарка жителям села на столетие Моряковского Затона от общества с ограниченной ответственностью «Моряковский речной затон» работы рук мастера-кузнеца Дмитрия Орлова.

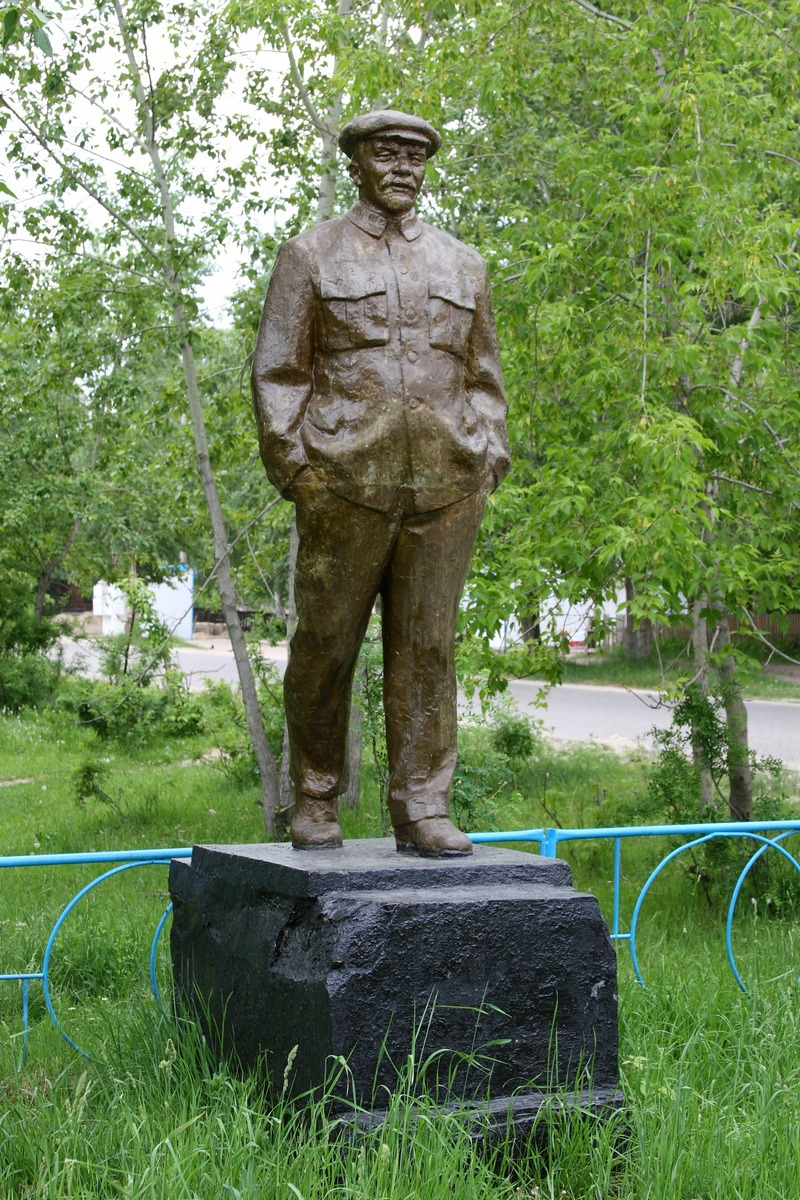
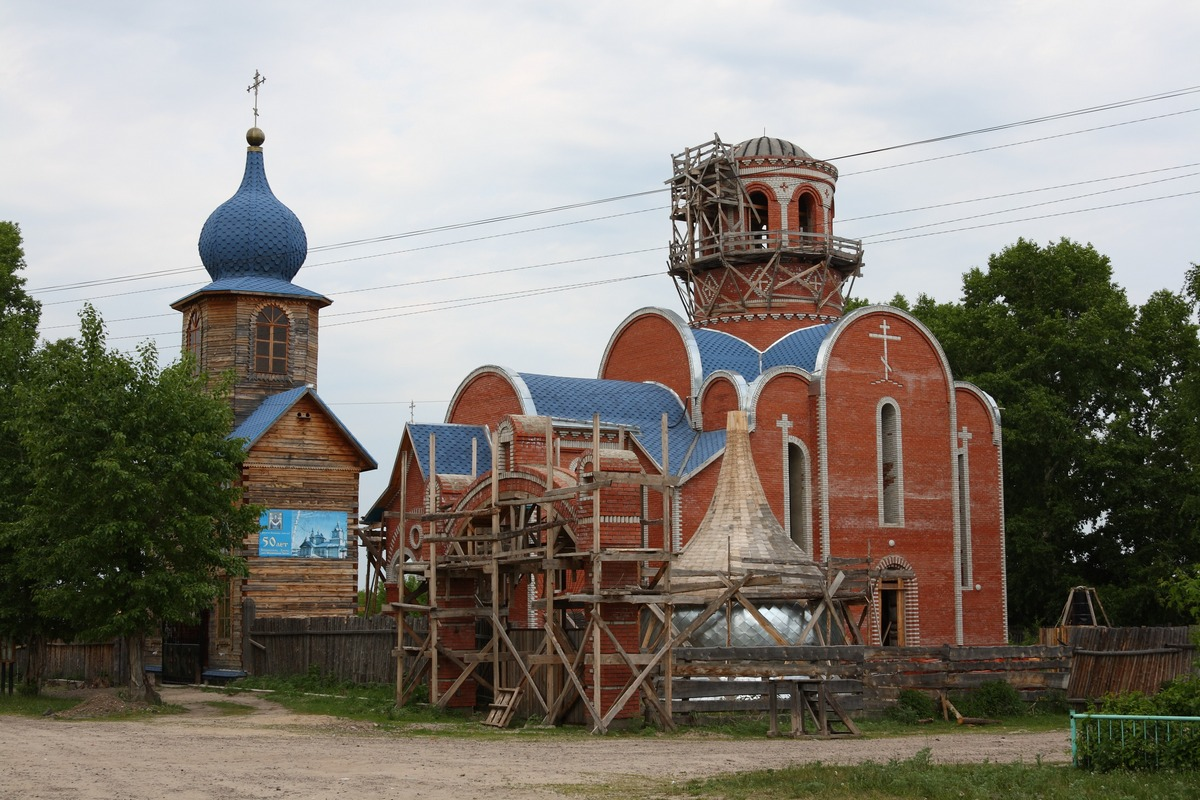
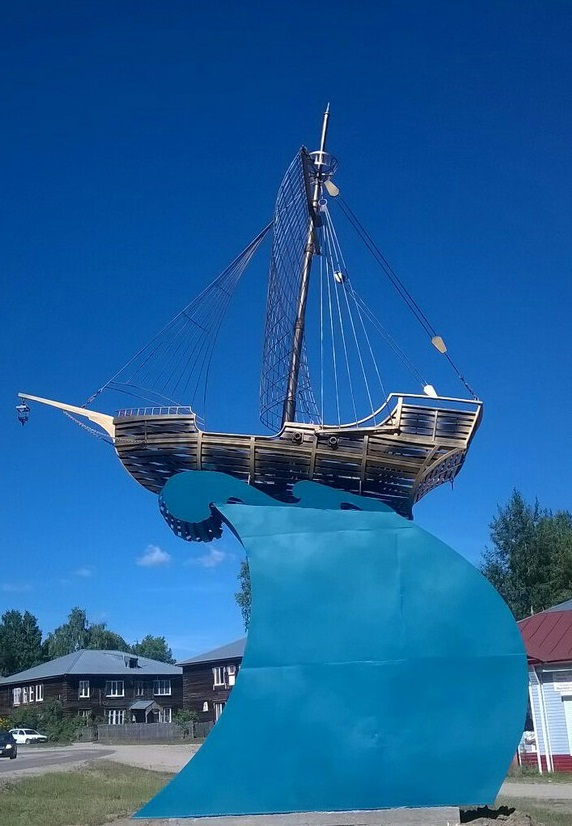

- Памятник В.И.Ленину.
- Сосновый бор-парк.